# Skjern Å
 Der er for få eller ingen kildehenvisninger i denne artikel, hvilket er et problem. Du kan hjælpe ved at angive troværdige kilder til de påstande, som fremføres i artiklen.

Skjern Å er en å med karakter af flod på det nedre løb. Den er beliggende i det vestlige Jylland og er Danmarks vandrigeste vandløb. Skjern Å er Danmarks tredjelængste å. Åen er også tidligere kaldt Lønborg Å.

## Geografi
Skjern Å løber tæt forbi byer som Arnborg, Skarrild, Sønder Felding, Borris og Skjern, som den har navn efter. Åen udmunder i Ringkøbing Fjord ved Skjern å deltaet, der er Danmarks eneste floddelta. Store områder omkring den nedre del af åen og dens tilløb fra Arnborg til udløbet i Ringkøbing Fjord blev oprindelig udpeget til nationalpark, hvis etablering startede i efteråret 2008, men i marts 2012 besluttede partierne i Folketinget at opgive oprettelsen af Nationalpark Skjern Å .

### Forløb
Åen udspringer på den jyske højderyg omkring 24 kilometer nordnordvest for Vejle og 6 kilometer syd for Nørre Snede i en dalsænkning (68 meter over havet). Det er omtrent samme sted, som Gudenåens har sine kilder. Der er kun lidt over 100 meters afstand mellem de to. Åen løber mod nordnordvest, gennem Rørbæk Sø, 56 meter over havet, og Kold Sø, 54 meter over havet. Derefter slår den ind i vestlig hovedretning med et ringe fald og udmunder i den sydøstlige del af Ringkøbing Fjord, cirka 63 kilometer fra udspringet. Åens samlede længde er mere end 90 kilometer.

### Skjern Ås tilløb
På sin vej optager den vand fra en mængde tilløb, hvoraf flere meget betydelige:
- Første store tilløb er Brande Å. Åen, der kommer fra syd, støder til Skjern Å lidt nord for Brande. Åen udspringer nord for Give og har et afvandingsareal på 97 kvadratkilometer.
- Holtum Å fra egnen vest for Nørre-Snede med et afvandingsareal på 197 km² løber til Skjern Å 6 kilometer nordvest for Brande.
- Rind Å fra egnen syd for Herning med et afvandingsareal på 287 km² løber til Skjern Å sydvest for Arnborg.
- Mellem Skarrild og Sønder Felding løber Karstoft Å og Døvling Bæk til Skjern Å.
- Vorgod Å støder til 6-7 kilometer vest for Sønder Felding og 2 kilometer nordøst for Borris. Åen afvander egnen vest for Herning og har et afvandingsareal på 455 km².
- Omme Å er det største af alle tilløb med et afvandingsareal på 635 km². Åen, der løber til Skjern Å nær Skjern, kommer fra egnen vest for Jelling og optager blandt andet vand fra Hoven Å.

Skjern Ås samlede afvandingsareal er 2.338 km². Åen er ikke Danmarks længste, det er Gudenåen, men overgår denne som landets vandrigeste.
Om sommeren har åen en vandføring omkring 15 kubikmeter pr. sekund. Om vinteren er den gennemsnitlige vandføring 22 m³/sekund. Under særlige forhold efter regn eller snesmeltning kan åens vandføring mangedobles op til 200 m³/sekund.
Tidligere, når vandføringen oversteg 30 m³/sekund, gik åen over sine bredder på de nederste 9-10 kilometer af løbet, og kunne da anrette stor skade. Åen medførte store sandmængder. Udløbet i fjorden rykkede i løbet af 1800-tallet omkring 1,5 kilometer længere mod vest. Med tiden er der dannet et stort og lavvandet delta, delt i flere arme og med meget ringe fald. De særlige forhold omkring udløbet af Ringkjøbing Fjord i Vesterhavet betød, at der kunne ske opstuvning i åen. Da åens bund på grund af vedvarende tilførsel af fast materiale på en længere strækning lå over omgivelsernes niveau indesluttet mellem diger, indtrådte der let oversvømmelser. Man gjorde derfor flere forsøg på at regulere deltaet, men først 1901-1902 lykkedes det at gennemføre reguleringen, dels ved anlæg af sidestrømme og dæmninger, dels ved regulering af hovedstrømmen. Langs åen og dens tilløb, blev der anlagt mange engvandingskanaler.

## Plante- og dyreliv
Skjern Å er blandt andet kendt for Skjern Å-laksen, som vandrer op i åen for at gyde. Åens laks er kendt for at blive særligt stor. Der er fanget mange laks på over 20 kilo i Skjern Å. Danmarksrekorden på 26,5 kilo og 136 centimeter blev fanget af vinhandler D.C. Dinesen i 1954.
I 1928 blev der fundet en død laks i Skjern Å på 150 centimeter. Det er den næstlængste laks, der nogensinde er set i verden. Det var en stærkt farvet fisk, som havde stået mange måneder i åen. Ved fundet vejede den 22 kilo. Som blank opgangslaks vil den, vurderet ud fra den imponerende længde, have kunnet veje op mod 40 kilo!

## Restaureringen af Skjern Å i rå tal
- Knap 22 km2 stort projektområde.
- Åens længde er øget fra 19 til 26 kilometer på strækningen fra Borris til mundingen – en strækning, som blev udrettet til en kanal i slutningen af 1960'erne.
- 40 kilometer nye vandløb er skabt i området.
- Indkøb af knap 2.000 hektar jord.
- Flytning af 2,7 millioner kubikmeter jord.
- Fjernelse af læhegn, småskove, landvindingsbroer og to pumpeanlæg.
- Anlægsarbejdet begyndte i juni 1999.
- Anlægsarbejdet blev afsluttet i efteråret 2002.
- Pris: 283 millioner kroner, hvoraf de 25 millioner kroner blev betalt af EU.

## Historie
I midten af 1800-tallet begyndte bønderne at lave små vandingskanaler langs åen for at kunne overrisle engene og avle mere hø. Hedeselskabet blev involveret i projekterne og stod i 1870'erne for anlægget af Store Skjern Å Kanal, der også kaldes Dalgaskanalen efter selskabets stifter. Kanalen begynder syd for Arnborg, hvor Rind Å løber ind i Skjern Å. Den udmunder i Skjern Å ved Vinbæk mere end 20 kilometer længere nedstrøms.
Åen blev rettet ud i 1960'erne, hvilket var en katastrofe for naturen og miljøet, hvorfor den i forbindelse med et meget stort naturgenopretningsprojekt 1990'erne fik sit naturlige, snoede forløb tilbage.

## Sejlads
Det er muligt at sejle med kano på en del af åen. På strækningen fra Vester mølle til Skjern Bådehavn er der flere steder mulighed for at leje kanoer – eksempelvis i Vester Mølle ved Nørre Snede og Skarrild.